# Вуглан
Вуглан (фр. lac de Vouglans) — водохранилище в департаменте Юра, в регионе Бургундия — Франш-Конте. По своему объёму (620 млн кубометров воды) это третье во Франции водохранилище. Плотина была установлена между 1964 и 1969 годами на реке Эн.
Высота водного зеркала над уровнем моря — 429 м, площадь поверхности — 16 км². Длина водохранилища — около 35 км, ширина — до 800 м, максимальная глубина — 100 м. (средняя глубина 37,8 м), объём воды — 0,605 км³. Среднегодовой расход воды у плотины — 40,80 кубических метров в секунду.
Большая часть озера, от впадения реки Симант до плотины, включена в региональный природный парк От-Жюра.